# Кирил II Гревенски
Кирил (на гръцки: Κύριλλος, Кирилос) е гръцки духовник, митрополит на Вселенската патриаршия.

## Биография
По произход е от Епир. Става игумен на Литинския манастир в янинското село Литино.
На 4 май 1862 година в патриаршеската катедрала „Свети Георги“ в Цариград е ръкоположен за перистерски епископ. Ръкополагането е извършено от митрополит Стефан Лариски в съслужение с митрополит Агапий Гревенски и епископ Мелетий Петренски. Назначен е за надзорник на манастирските имения във Влашко. След конфискацията на тези имоти от румънската държава, епископ Кирил Перистерски се завръща в столицата Цариград, а след това се установява в Епир.
На 17 април 1873 година оглавява Гревенската епархия. В 1878 година по време на Гръцкото въстание, обхванало и Гревенско, Кирил е в Света гора. Неговият наместник в епархията, секретарят на митрополията се включва в революционното движение и на 13 февруари 1878 година османският министър на правосъдието иска от Патриаршията да го отзове от митрополията.
Умира в Янина, където е на лечение, на 12 май 1888 година.